# Wilhelm Schäfer (SS-Mitglied)
Wilhelm Schäfer (* 20. Oktober 1911 in Obhausen; † 16. Juni 1961 in Leipzig) war ein deutscher SS-Hauptscharführer, der an zahlreichen Kriegsverbrechen und Verbrechen gegen die Menschlichkeit mitschuldig war, darunter die Hinrichtungen von Hunderten von Häftlingen im KZ Buchenwald. Er wurde in der DDR von einem Überlebenden von Buchenwald erkannt und von der DDR-Justiz vor Gericht gestellt. Er wurde für schuldig befunden, zum Tode verurteilt und 1961 hingerichtet.

## Leben

### Jugend und SS-Laufbahn
Schäfer war der Sohn eines nationalsozialistisch gesinnten Landarbeiters. Er besuchte von 1918 bis 1926 die Volksschule in Obhausen und absolvierte in einem Querfurter Handwerksbetrieb eine Lehre als Maurer. Er arbeitete noch einige Zeit im Ausbildungsbetrieb als Geselle und wurde 1931 für ein Jahr arbeitslos. Anschließend arbeitete er in Obhausen auf einem Gut als Landarbeiter. Im Februar 1932 wurde Schäfer Mitglied der Obhausener NSDAP und trat einige Monate später in Querfurt der SS bei. Er nahm regelmäßig an nationalsozialistischen Versammlungen und Aufmärschen teil und beteiligte sich an Ausschreitungen und Verhaftungen von NS-Gegnern. Die Verhafteten wurden durch ihn und andere SS-Angehörige bei ihrer Vernehmung im Querfurter Rathaus misshandelt, um Aussagen zu erzwingen. Er postierte sich in SS-Uniform vor jüdischen Geschäften und forderte die Bevölkerung zu deren Boykott auf.

### Aufseher in den Konzentrationslagern Lichtenburg und Buchenwald
Mitte 1933 wurde Schäfer im KZ Lichtenburg SS-Aufseher beim Wachpersonal, 1935 Mitglied der SS-Stammmannschaft und später Kommando- und Blockführer. Als Blockführer sorgte er auf brutale Weise für die Einhaltung der Lagerordnung und der Anordnungen der Lagerleitung und kontrollierte die einzelnen Arbeitskommandos. In 15–20 Fällen war er an Auspeitschungen der Häftlinge beteiligt.
Nach der Auflösung des KZs Lichtenburg im Sommer 1937 wurden dessen Inhaftierte in das neu errichtete KZ Buchenwald überführt. Als Führer des Arbeitskommandos „SS-Siedlung Kleinobringen“, das schnellstmöglich Wohnungen für SS-Angehörigen errichten sollte, misshandelte er die am Bau beteiligten Häftlinge während ihres 10- bis 16-stündigen Arbeitstages. Unter der Leitung des Lagerkommandanten Karl Otto Koch wurde er zunächst wieder Blockführer und 1938 stellvertretender Kommandoführer in der Lagerwäscherei. In dieser Funktion misshandelte er vor allem jüdische und sowjetische Häftlinge, die vor Hunger Speisereste aus den Abfalltonnen der gegenüberliegenden Lagerküche entnahmen, mit Stockschlägen und Fußtritten oder trieb sie um den Küchenblock herum, bis sie zusammenbrachen. Im KZ Buchenwald gehörte er zu den gefürchtetsten Vollstreckern der Prügelstrafe. Er schlug mit aller Kraft vorwiegend auf die Nierengegend der Opfer und war besonders häufig an Auspeitschungen beteiligt, die an mehreren Häftlingen gleichzeitig vorgenommen wurden. Nach seinen Aussagen war er an mindestens 300 bis 350 Auspeitschungen beteiligt.
In 20 bis 30 Fällen war Schäfer an der Lagerstrafe des so genannten „Baumhängens“ beteiligt, die schon wegen geringfügiger Anlässe verhängt wurde. Dabei wurden dem Häftling die Hände auf dem Rücken gefesselt, diese über den Rücken hochgezogen und das Opfer an einem Haken, der an einem Baumstamm befestigt war, aufgehängt, so dass dessen Schultergelenke ausgerenkt wurden. Laut Aussage von Schäfer machten sich die SS-Wachen oftmals „eine Lust daraus, den auf diese Weise Gehängten an den Beinen zu fassen und zu schaukeln“. Viele Inhaftierte starben an den Folgen dieser Folter.
Im Spätsommer 1941 begann aufgrund des „Kommissarbefehls“ auch im KZ Buchenwald die massenweise Ermordung sowjetischer Politkommissare. Zur Ermordung stellte der Lagerkommandant Koch ein inoffizielles Kommando zusammen, dem neben Schäfer unter anderem die SS-Aufseher Sommer, Taufratshofer, Thalmann, Michael und Beyer angehörten. Das Mordkommando erhielt die Tarnbezeichnung „Kommando 99“ nach der Telefonnummer des ehemaligen Pferdestalls, wo die Tötungen stattfanden. Zur Geheimhaltung erfolgten diese meist nachts oder spätabends. Der im KZ Buchenwald vorhandenen Widerstandsbewegung der Häftlinge gelang es jedoch, die Morde aufzudecken. Anfangs wurden die Inhaftierten mit einer Keule erschlagen. Als sich die Transporte häuften, wurde der Pferdestall baulich verändert und eine Genickschussanlage installiert. Von einem Warteraum wurden die Opfer einzeln von Angehörigen des Kommandos 99 in das sogenannte „Arztzimmer“ am anderen Ende des Pferdestalles geführt. An der schlitzartig durchbrochenen Wand wurden die tödlichen Genickschüsse abgegeben und noch lebende Opfer mit einer Keule erschlagen oder durch weitere Schüsse getötet. In einer Nacht wurden so bis zu 300 sowjetische Kriegsgefangene ermordet. Die Gesamtzahl der im KZ Buchenwald Ermordeten betrug über 8.400. Die an den Morden beteiligten Angehörigen des „Kommandos 99“ erhielten Sonderrationen an Tabakwaren, Lebensmitteln und Schnaps. Am 20. April 1942 wurde Schäfer für die Teilnahme an den Mordaktionen des „Kommandos 99“ mit dem Kriegsverdienstkreuz mit Schwertern ausgezeichnet.

### Versetzung in das Baltikum und „Partisanenbekämpfung“
Anfang 1943 wurde Schäfer nach einer entsprechenden Ausbildung in Frankreich und später in Polen Mitte 1943 als stellvertretender Zugführer einer Kradschützenabteilung in die 20. Waffen-Grenadier-Division der SS versetzt, die vorwiegend aus estnischen Kollaborateuren, deutschen Unterführern und Offizieren bestand. Seine Division hatte den Auftrag, große Teile der Bevölkerung der von den Deutschen besetzten Länder, vornehmlich Juden und von der SS als politisch unerwünscht angesehene Personen, zu ermorden. Von 1943 bis Anfang 1945 nahm Schäfer im Baltikum, vorwiegend im Gebiet von Dorpat und Reval, an einer größeren Anzahl so genannter „Partisaneneinsätze“ teil. Dabei wurde das Gelände nach partisanenverdächtigen Personen durchsucht, die Aufgegriffenen vernommen, vorübergehend in einem behelfsmäßigen Lager untergebracht und anschließend ausnahmslos erschossen. Fand die SS-Division keine „verdächtigen“ Personen, brannte sie die Dörfer nieder und verschleppte sämtliche Bewohner in das Divisionsauffanglager, wo sie ebenfalls ohne Ausnahme getötet wurden. Für seine Teilnahme an diesen Aktionen wurde Schäfer mit dem Eisernen Kreuz II. Klasse ausgezeichnet.

### Nachkriegszeit in der DDR, Prozess und Verurteilung
Unmittelbar nach der bedingungslosen Kapitulation Deutschlands vernichtete Schäfer alle Ausweispapiere und seine SS-Kleidung und schnitt die im linken Oberarm befindliche Blutgruppentätowierung mit einer Rasierklinge heraus. Er ließ sich unerkannt in Röhrensee im Landkreis Arnstadt in Thüringen nieder, wo er Ortsvorsitzender der Vereinigung der gegenseitigen Bauernhilfe (VdgB) und Mitglied einer Landwirtschaftlichen Produktionsgenossenschaft (LPG) wurde. Er nahm den Briefkontakt zu seiner in Westdeutschland lebenden Frau und seinen beiden Kindern wieder auf. Am 13. November 1949 schrieb er an seine Frau, von der er bis zur Scheidung im Jahre 1952 getrennt lebte: „Es ist noch nicht an der Zeit, wo ich wieder zur Geltung komme, …“ und in einem späteren Brief: „… damit wir uns am Tage, wo uns wieder einmal die Sonne scheint, die Hände reichen können …“. Im Jahr 1951 bezeichnete er in einem Brief an seinen Sohn die Zeit nach der Zerschlagung des NS-Staates als die „schmachvolle Zeit“. In einem Brief vom 29. Februar 1952 an seine Familie schrieb er: „Ja es sind nun einige Jahre vergangen und man sieht noch keine Änderung. Aber deswegen kann man nicht den Mut sinken lassen. Ja man muss immer hoffen auf gute Zeiten.“
Anfang der 1960er Jahre war die DDR bestrebt, die noch unabhängigen Bauern zum Eintritt in eine LPG zu agitieren. Da Schäfer ein Gegner der Kollektivierung war, besuchte ihn im Frühjahr 1960 ein Behördenvertreter des Kreises Nordhausen. Dieser war ein Überlebender des KZ Buchenwald, erkannte Schäfer und meldete ihn dem Ministerium für Staatssicherheit (Stasi) in Erfurt. Dieses nahm daraufhin die Untersuchung auf und verhaftete Schäfer einige Monate später. 1961 wurde Schäfer wegen zahlreicher Vergehen, darunter Massenmord, als Beihilfe zum Mord, Kriegsverbrechen und Verbrechen gegen die Menschlichkeit angeklagt. Wegen der Schwere der Anklage wurde der Fall direkt vom Obersten Gericht der DDR verhandelt. Während des Prozesses bezeugten 25 ehemalige Buchenwald-Häftlinge aus der Sowjetunion, der Tschechoslowakei, Österreich und der DDR Schäfers extreme Brutalität. Sie sagten aus, dass jeder Inhaftierte Angst vor Schäfer hatte, da er manchmal Gefangene aus Langeweile misshandelte und tötete. Schäfer selbst gestand die Hinrichtung von bis zu 150 sowjetischen Gefangenen mit der Genickschussanlage. Laut Gericht nahm Schäfer an Hinrichtungen von 700 bis 1.000 sowjetischen Kriegsgefangenen teil, war in 30 Fällen von „Baumhängen“ und an 300 bis 400 Auspeitschungen beteiligt. Außerdem war er an der Festnahme von Zivilisten im Baltikum beteiligt, die später von Todesschwadronen hingerichtet wurden. Der Staatsanwalt beantragte aufgrund dieser Verbrechen ein Todesurteil, Schäfers Verteidiger plädierten auf lebenslange Haftstrafe. Schäfer wurde zum Tode verurteilt, da laut Urteilsbegründung eine lebenslängliche Haftstrafe wegen der Schwere der Verbrechen zu milde sei und er eine ernste Gefahr für die Gesellschaft darstelle. Da Schäfer vom Obersten Gericht verurteilt worden war, konnte er das Urteil nicht anfechten. Er verfasste ein Gnadengesuch an den Staatsratsvorsitzenden Walter Ulbricht, der dieses ablehnte. Schäfer wurde daraufhin am 16. Juni 1961 in der Strafvollzugsanstalt Leipzig hingerichtet. Sein Leichnam wurde eingeäschert und in einem anonymen Grab beerdigt.

## Film
- The Execution Of The Guillotined Torturer Of Buchenwald auf YouTube (englisch; Laufzeit: 11:20 min.).